# Laure de Chevigné
Laure Marie Charlotte de Sade, par son mariage comtesse Adhéaume de Chevigné, née le 31 mai 1859 à Passy et morte le 15 octobre 1936 à Paris, est une salonnière et une figure de la vie mondaine et aristocratique parisienne de la fin du XIXe siècle jusqu'en 1914.
Elle fut une proche de l'abbé Mugnier qui était son confesseur et qu'elle invitait régulièrement à ses dîners ou déjeuners. Elle  n'invita Marcel Proust que sur le tard, même si celui-ci guettait son passage dans la rue quand il avait 20 ans. Elle est une des trois femmes du monde qui composent le personnage de la duchesse de Guermantes dans À la recherche du temps perdu.

## Biographie
Laure Marie Charlotte de Sade naît dans l'ancienne commune de Passy en 1859. Elle est la fille de Marie Antoine Auguste comte de Sade, et de Charlotte Germaine de Maussion, son épouse, et l'arrière-petite-fille du marquis de Sade. Selon une tradition familiale vieille de 500 ans, elle avait été prénommée en souvenir de son ancêtre Laure de Noves ou Comtesse Hugues de Sade (1310-1348) qui avait inspiré un amour impossible à Pétrarque et dont les descendants honoraient ainsi la mémoire.
Ayant perdu son père en mai 1868 et sa mère en 1876, elle est hébergée par des parents qui cherchent à la marier au plus vite cette orpheline désargentée. Durant son adolescence à la campagne, celle-ci développe un goût prononcé pour les activités sportives, notamment la chasse. Elle entre ainsi en contact avec le monde paysan, dont elle adopte certains traits de langage et l'habitude de fumer. Elle est aussi une grande lectrice, dévorant les ouvrages de ses ancêtres, et elle apprend le provençal pour se rattacher au terroir de sa famille, originaire d'Avignon.

### Séjours à Frohsdorf
Le 6 février 1879, elle épouse le comte Adhéaume de Chevigné (1847-1911), membre du service d'honneur du comte de Chambord Henri d'Artois, en exil depuis près de cinquante ans à Frohsdorf, en Autriche. Légitimiste, le couple s'empresse d'aller se présenter au prétendant au trône de France. Adroitement conseillée par Robert de Fitz-James qui la guide à travers les rituels complexes de cette cour où régnait une étiquette rigide, elle se fait vite apprécier par le comte Henri en raison de son intelligence, son humour frisant parfois l'insolence et sa passion pour la chasse, où elle excelle. Dans le récit qu'elle fera de cette période, elle n'hésite pas à se donner une aura mythique en s'identifiant à Proserpine emmenée dans le « royaume des ombres » par Pluton. Chevigné, qui devait séjourner huit mois par an au service du comte, permet à Laure de ne rester avec lui que deux mois et de retourner ensuite à leur appartement dans le Faubourg Saint-Honoré, au 34, rue de Miromesnil, à quelques pas de l'appartement du vicomte de Foucault de Pontbriand.
Laure met au monde une fille, Marie-Thérèse, en octobre 1880 et un garçon, François, en 1882. Les enfants n'étant pas admis à la cour, elle devait les confier à sa mère lorsqu'elle allait à Frohsdorf. Elle était absente lors de la mort du comte en août 1883, étant rentrée à Paris quelques semaines auparavant.

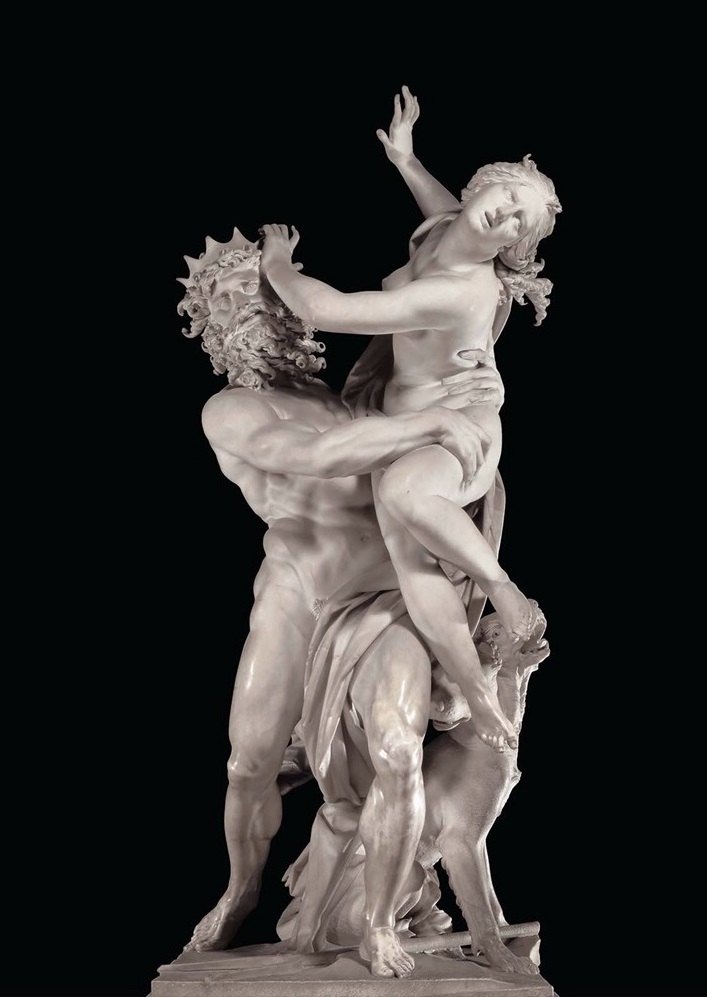
Laure aimait à se fantasmer à Frohsdorf telle Proserpine enlevée par Pluton (rapt de Proserpine par Le Bernin. Galerie Borghese).

### Un salon recherché
Au début des années 1880, en habile narratrice, Laure se présente donc auréolée de la faveur que lui avait accordée le comte, en laissant sous-entendre une intimité royale par d'habiles dénégations — allant jusqu'à jurer que ses enfants sont bien de son mari —, ce qui lui donne un statut prestigieux dans la société et lui ouvre les salons les plus huppés. Désireuse de lancer son propre salon, elle obtient l'aide de Robert de Fitz-James, qui invite des personnalités de ses amis à répondre à son invitation. Elle se retrouve bientôt à la tête d'un salon musical et artistique, que fréquente un groupe de « cercleux » plus âgés, qui apprécient son élégance.
Elle séduit si bien par son attitude non conformiste et sa vivacité d'esprit que ceux-ci veulent la retrouver chaque jour. Bien que son salon soit petit, encombré et avec des sièges peu confortables, elle y reçoit dans l'après-midi « ses vieux » à qui elle ne servait que de l'orangeade. On y trouve régulièrement le marquis de Breteuil, le comte Charles-Albert Costa de Beauregard, le comte Joseph de Gontaut-Biron, le marquis du Lau d'Allemans, le comte Albert de Mun et bien d'autres. Elle est amie avec Madame de la Trémoille, la princesse Bibesco, le comte et la comtesse Edmond de Pourtalès ainsi que le prince et la princesse Joachim Murat. Elle était aussi amie avec Maupassant, dont on a conservé les lettres qu'il lui adressa et à qui Laure pourrait bien avoir inspiré l'héroïne de son roman Bel-Ami.

Dès 1884, la comtesse de Chevigné est devenue une des figures de la vie mondaine et jouit de l'appui d'Arthur Meyer, qui assure une chronique mondaine très suivie dans Le Gaulois dont il est le directeur. Voici comment le journal Gil Blas décrit son salon en 1903 : 

« Tout ce qui veut discuter, causer, rire à bon escient, tirer à son tour son petit feu d'artifice se réunit entre cinq et sept heures dans le salon de la rue Miroménil, s'assied dans les fauteuils préparés aux patriciens de la décadence, entend M. Paul Bourget affirmer et réaffirmer les théories de L'Étape, la comtesse admirer, convenir, redire et contredire, diriger l'entretien vers des sujets plus doux, tenir tête à Costa, le rude persifleur, extirper chemin faisant la tirade chateaubrianesque au comte Eugène-Melchior de Vogüé; discuter les chances du « crack » favori au Grand Prix, à faire rougir Brémond, le pontife du turf, décrire en trois mots la nature provençale, au point de faire sentir le mistral qui souffle sur Cabanes, demeure aimée de ses hivers. »

Sur le plan politique, son salon est un bastion de ferveur royaliste, un concentré d'hommes du passé farouchement opposée aux idéaux républicains. Certains de ses fidèles sont proches du pape Léon XIII, tel Albert de Mun. D'autres siègent à la Chambre des députés, ne manquant pas une occasion de dénoncer la Révolution comme un désastre national. Toujours prête à évoquer son séjour à Frohsdorf ou son sulfureux arrière-grand-père, Laure était la reine incontestable de ces nostalgiques d'une époque révolue.
Les habitués de son salon se cotisent à chaque Premier de l'An pour lui offrir un nouveau rang de perles. « Mes colliers me permettent de compter mes amis et mes années », dit-elle. Elle est proche de la famille Daudet et de la mère de Jean Cocteau. Elle invite régulièrement son confesseur l'abbé Mugnier à ses déjeuners ou dîners, avec des personnalités littéraires dont il fait le portrait dans son fameux Journal. Elle fréquentait la comtesse Greffulhe et était amie avec Geneviève Halévy. À elles trois, elles inspirèrent à Proust le personnage de la duchesse de Guermantes.

### Distinction et anticonformisme

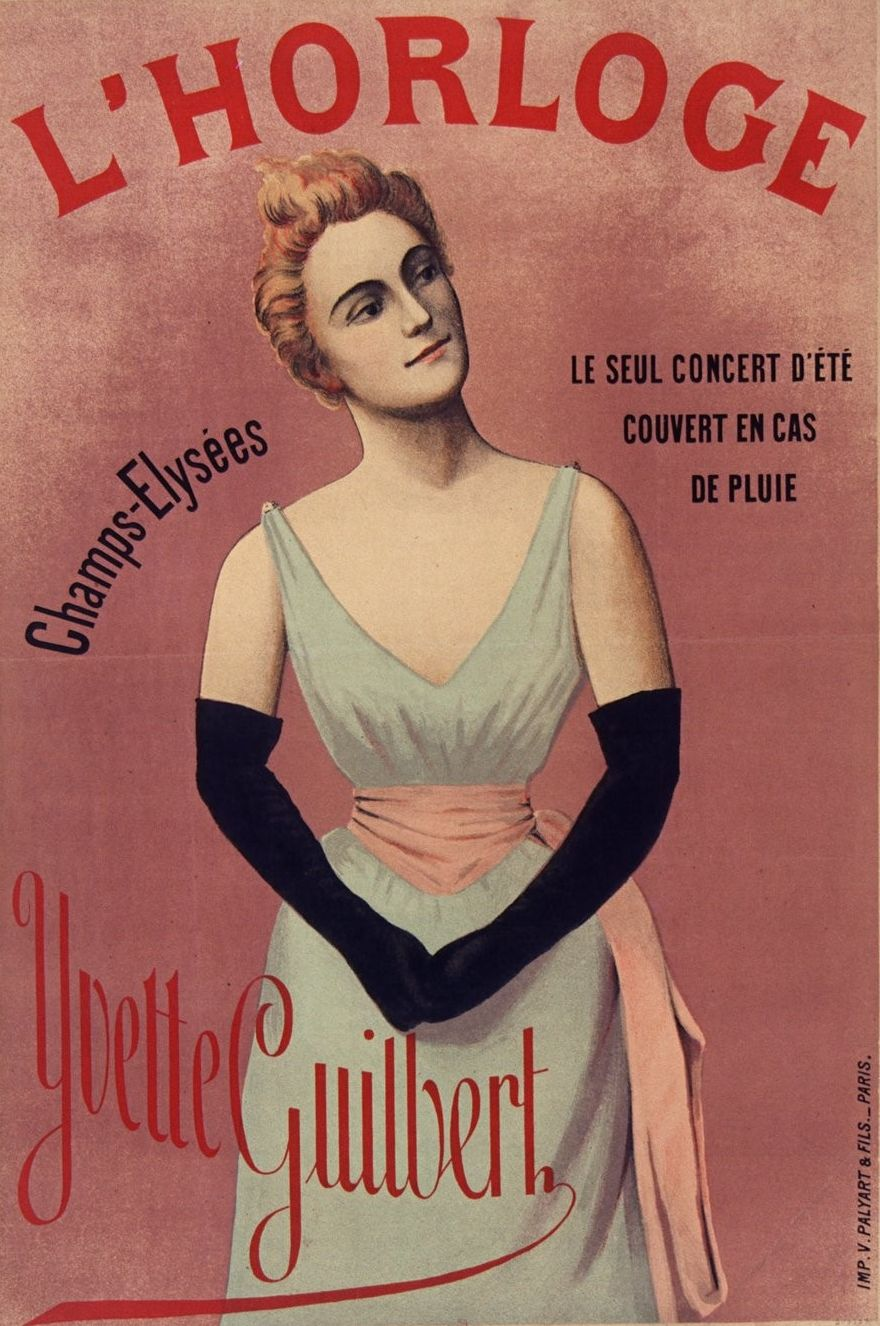
La chanteuse Yvette Guilbert a aidé à initier Laure à la vie nocturne de Montmartre.

Sans être une beauté, avec son visage osseux et un nez proéminent — elle s'est elle-même comparée à Polichinelle —, elle attire le regard avec « des cheveux blonds, des yeux bleus, doux et brûlants, de blanches épaules ». Elle est sans aucun doute moins belle que la comtesse Greffulhe, autre modèle de la duchesse de Guermantes. Comme la duchesse de Guermantes, elle a une voix rauque car elle abuse des cigarettes. D'une grande familiarité, elle se piquait d'appeler chacune et chacun par son prénom.
Extrêmement distinguée, elle se permet néanmoins de dire le mot de Cambronne en public, ce qui était inouï de la part d'une femme de la haute société. Elle n'hésitait pas non plus à fréquenter des gens en marge de son milieu — artistes, musiciens, journalistes —, tels la populaire chanteuse Yvette Guilbert, la soprano Hortense Schneider et l'actrice Réjane. Elle allait souvent au cabaret du Chat noir à Montmartre, où elle emmena même le grand duc Vladimir, qui fut tout émoustillé par cette expérience.
Reynaldo Hahn a dit d'elle : « C'est une femme du XVIIIe siècle, chez qui le sentiment se mue bientôt en esprit. »
Elle lance plus tard aux courses de Longchamp les tailleurs gris foncé de chez Creed. Elle est amie de la reine Isabelle II d'Espagne ainsi que de la grande-duchesse Vladimir, qu'elle conseille sur sa toilette.

### Marcel Proust
Après avoir fréquenté durant près de trois ans le salon de Mme Straus, dont il est quelque peu désillusionné, Marcel Proust, alors âgé de 21 ans, reporte sur Laure de Chevigné son aspiration à côtoyer la grande aristocratie. Il tente d'abord de l'approcher par l'entremise de son neveu Gustave Laurens de Waru, mais sans succès. L'apercevant au théâtre, comme le narrateur de La Recherche, en robe de gaze blanche avec un grand éventail à plumes, il décide d'attirer son attention par un portrait qu'il trace d'elle dans le numéro de mai 1892 de la revue Le Banquet, fondée par son ami Fernand Gregh. Dans ce texte, il ramène diverses parties de son corps à celles d'un oiseau et en fait une déesse : 

« Comment pouvez-vous préférer Madame ** aux cinq autres que je venais de dire et qui sont les plus incontestables beautés de Paris? D'abord, elle a le nez trop long et trop busqué? Ajoutez qu'elle a la peau trop fine, et la lèvre supérieure trop mince, ce qui tire trop sa bouche par le haut quand elle rit, en fait un angle très aigu. Pourtant son rire m'impressionne infiniment, et les profils les plus purs me laissent froid auprès de la ligne trop busquée à votre avis, pour moi si émouvante, de son nez qui rappelle l'oiseau. Sa tête aussi est un peu d’un oiseau, si large du front à la nuque blonde : plus encore ses yeux perçants et doux. Souvent, au théâtre, elle est accoudée sur le bord de sa loge ; son bras ganté de blanc jaillit tout droit, avec la fierté d'une tige jusqu'au menton, appuyé sur les phalanges de la main. Son corps parfait enfle ses coutumières gazes blanches, comme des ailes reployées. On pense à un oiseau qui rêve sur une patte élégante et grêle. Il est charmant aussi de voir son éventail de plume palpiter près d'elle et battre de son aile blanche. Je n'ai jamais pu rencontrer ses neveux ou ses fils qui tous ont comme elle le nez busqué, les lèvres minces, les yeux perçants, la peau trop fine, sans être troublé en reconnaissant sa race sans doute issue d'une déesse ou d’un oiseau. Elle est femme, et rêve, et bête énergique et délicate, paon aux ailes de neige, épervier aux veux de pierre précieuse, elle donne avec l'idée du fabuleux le frisson de la beauté. »

Décidé à la rencontrer, durant des jours, ce printemps-là, il se poste devant sa porte dans l'espoir qu'elle l'aperçoive, mais quand il tente finalement de l'aborder, elle l'éconduit brusquement de son fameux « Fitz-James m'attend ! ». Cette blessure d'amour-propre le marquera profondément, même s'il sera finalement introduit dans son salon quelques années plus tard.

### Descendance
Mère de Marie-Thérèse de Chevigné, qui a épousé Maurice Bischoffsheim puis Francis de Croisset, elle est la grand-mère de la mécène Marie-Laure de Noailles et de l'homme politique Pierre de Chevigné.
La comtesse de Chevigné meurt en 1936, en son domicile du 19, rue Nitot. Elle est inhumée quatre jours plus tard au cimetière de Passy (division 15).

## Iconographie
Il en existe un célèbre portrait par Federico de Madrazo y Ochoa.